# Herdecke
Herdecke is een plaats in de Duitse deelstaat Noordrijn-Westfalen, gelegen in de Ennepe-Ruhr Kreis. De stad telt 22.653 inwoners (31 december 2020) op een oppervlakte van 22,40 km². Naburige steden zijn Dortmund, Hagen, Wetter en Witten.

## Geboren
- Meinrad Miltenberger (6 december 1924 - 10 september 1993), kanovaarder
- Sebastian Siebrecht (16 april 1973), schaker
- Stephan Letter, (17 september 1978), seriemoordenaar
- Sina Schielke (19 mei 1981), atleet
- Lukas Klostermann (3 juni 1996), voetballer

## Foto's

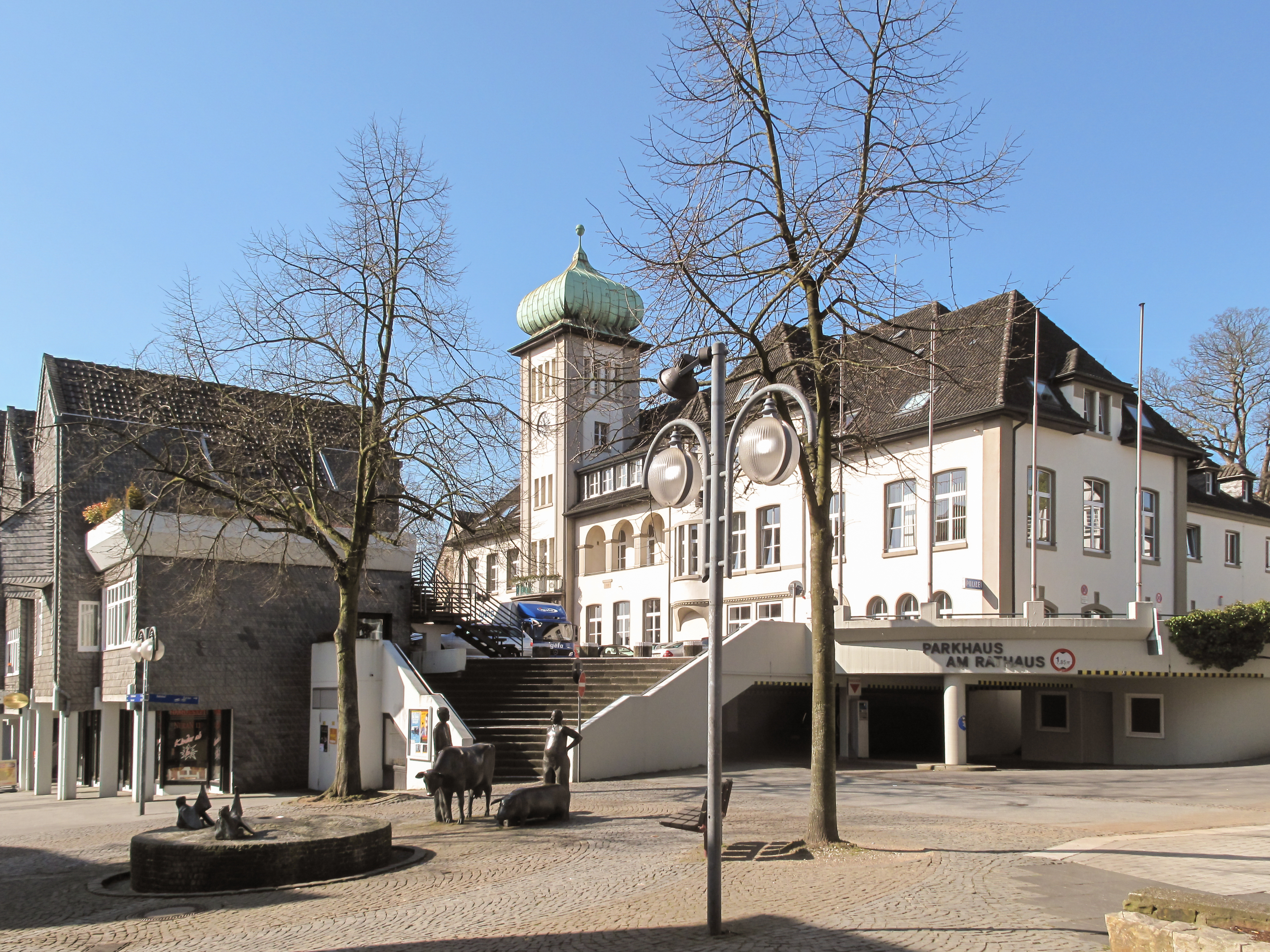
Stadhuis
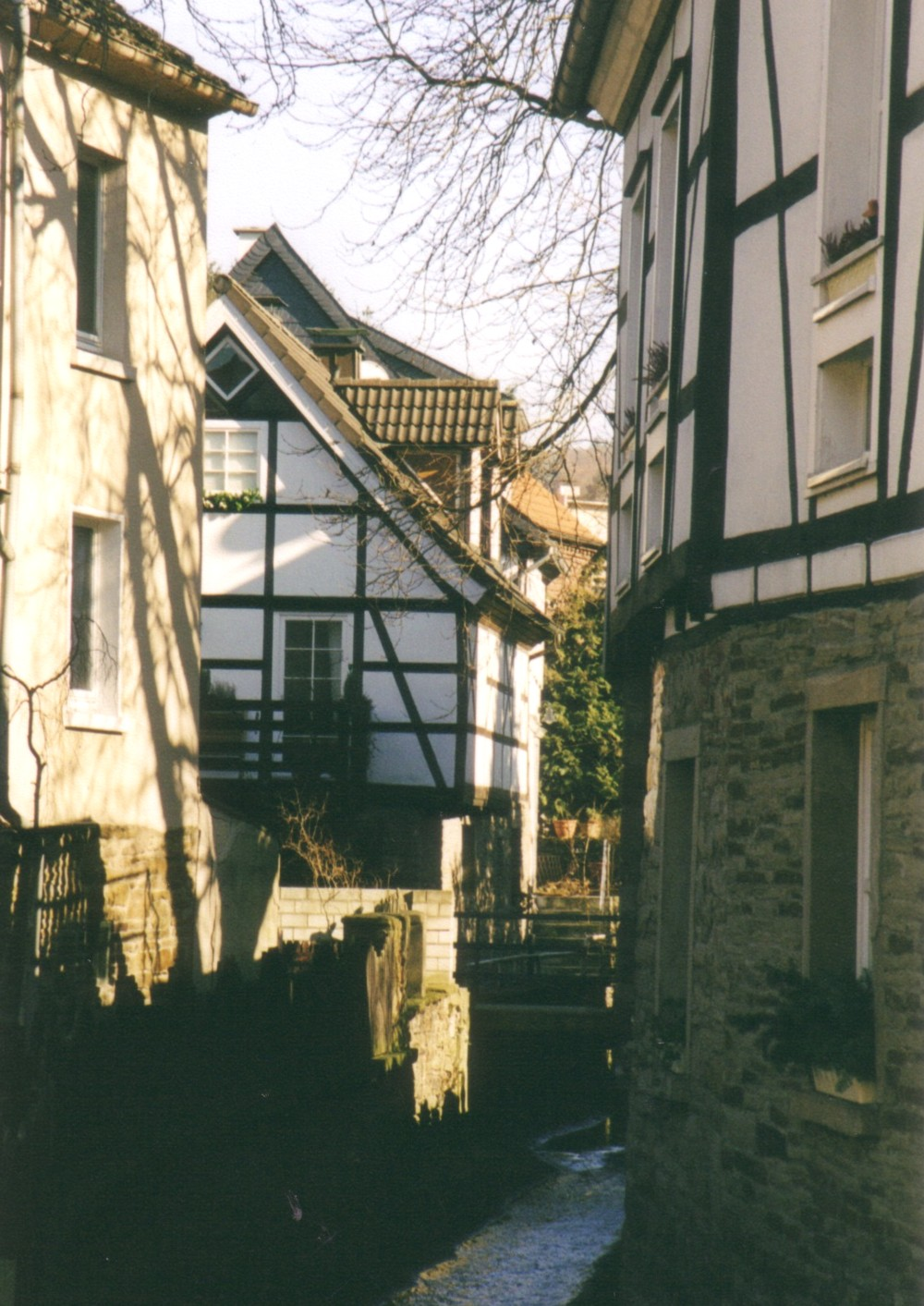
Bachviertel

Breckerfeld · Ennepetal · Gevelsberg · Hattingen · Herdecke · Schwelm · Sprockhövel · Wetter · Witten